# Życie Częstochowy
Życie Częstochowy – dziennik ukazujący się w Częstochowie latach 1947–2003.

## Historia
Pierwszy numer ukazał się 28 czerwca 1947, jako kontynuacja dziennika „Częstochowski Głos Narodu” ukazującego się w latach 1945–1947, stąd do numeru 176 z 22 grudnia 1947 gazeta nosiła tytuł „Życie Częstochowy – Głos Narodu”. Przez 50 lat gazeta była lokalną mutacją dziennika „Życie Warszawy”, przedrukowując większość materiałów z macierzystego tytułu, a jako w pełni samodzielny dziennik, redagowany całkowicie w Częstochowie „Życie Częstochowy” ukazywało się od 24 lutego 1997. Ostatni numer ukazał się 21 marca 2003.
Pierwszym redaktorem naczelnym był Zygmunt Fabisiak, kolejnymi: Sławomir Folfasiński (od 1949 do 1973), Janusz Płowecki (do 1991), Wojciech Skrodzki (1991–1992), Dariusz Fiuty (1992–1993), Jolanta Mielczarek (1993–2000), Piotr Piesik (od 2000).

## Wydawca
Pierwotnie wydawcą była Spółdzielnia Wydawnicza „Czytelnik”, później Warszawskie Wydawnictwo Prasowe RSW Prasa-Książka-Ruch, Życie Press, Multico Press, Y-Media, Polska Prasa Lokalna.

## Kontynuacje
Po likwidacji „Życia Częstochowy”, w sierpniu 2003 część zespołu dziennikarskiego utworzyła dziennik „Życie Częstochowskie” (ISSN 1730-9433), istniejący w latach 2003–2012, który w 2012 rozpadł się na efemeryczne „Nowe Życie Częstochowskie” (ISSN 2299-5838) oraz nadal ukazujące się „Życie Częstochowy i Powiatu” (ISSN 2299-4440).

## Dodatki tematyczne
- Mieszkać z Życiem
- Pracować z Życiem
- Magazyn Życia
- Życie Młodych